# Cité Marie
La cité Marie est une voie du 17e arrondissement de Paris, en France.

## Situation et accès
La cité Marie est une voie publique située dans le 17e arrondissement de Paris. Elle débute au 91, boulevard Bessières et se termine en impasse.

## Origine du nom

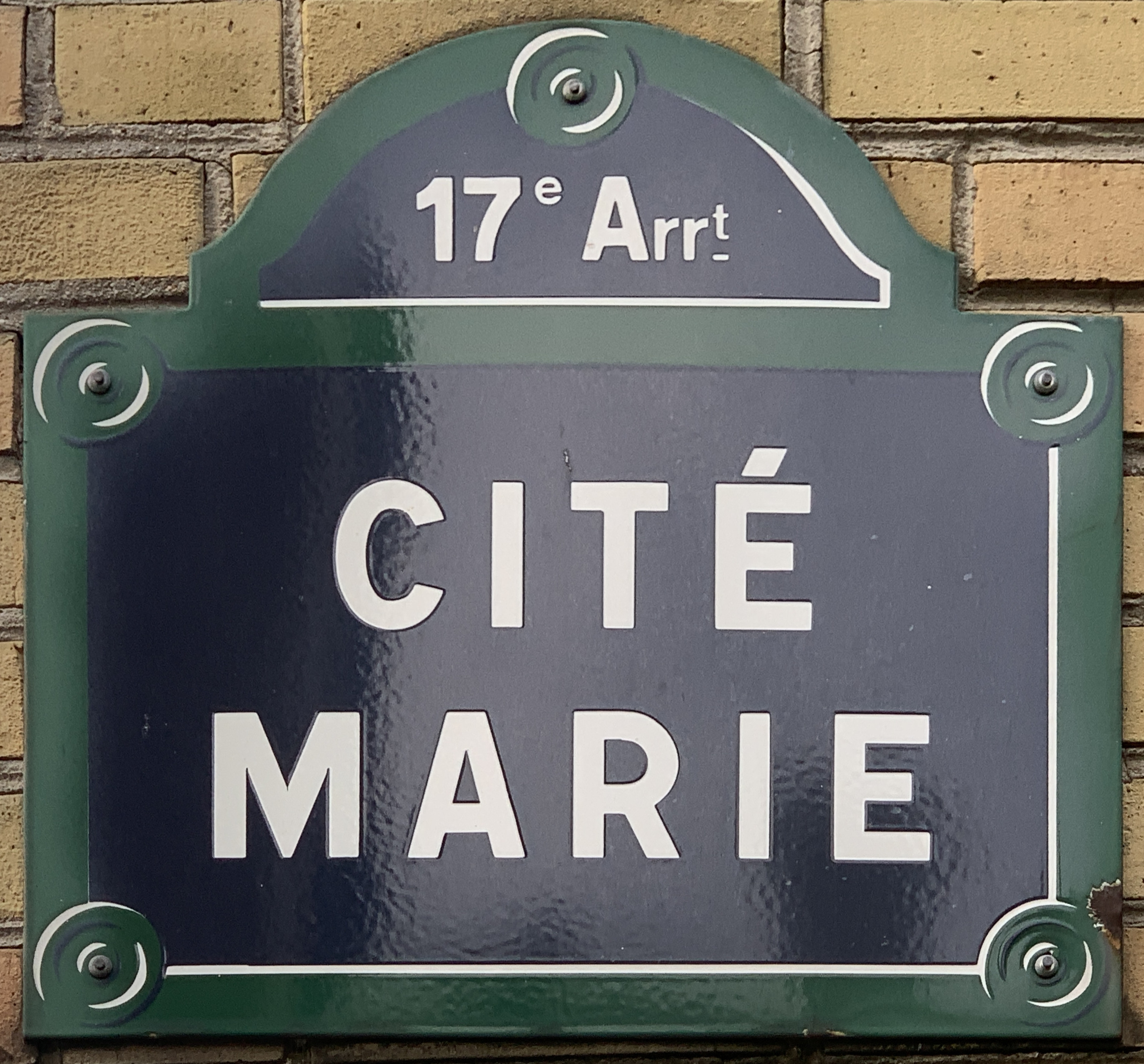
Plaque de la cité.

La voie porte le prénom de la femme du propriétaire du terrain sur lequel elle fut formée.

## Historique
Cette voie, située dans l'ancienne commune des Batignolles, ouverte en 1850 sous sa dénomination actuelle, avant d'être classée dans la voirie parisienne par décret du 23 mai 1863.
La réalisation d'un ensemble de constructions neuves, en 1962, a supprimé une partie de la voie.